# Aeroporto Internazionale del Kilimangiaro
L'Aeroporto Internazionale del Kilimangiaro (IATA: JRO, ICAO: HTKJ) è un aeroporto situato nella Regione del Kilimangiaro in Tanzania.